# 400-talet f.Kr.
Denna artikel handlar om seklet 400-talet f.Kr., åren 499-400 f.Kr. För decenniet 400-talet f.Kr., åren 409-400 f.Kr., se 400-talet f.Kr. (decennium).

## Händelser
- Århundradets första decennium präglas i Medelhavsvärlden av det joniska upproret (499-494 f.Kr.), där joniska stadsstater på Mindre Asiens västkust gör uppror mot det Persiska riket, som härskar över dem. Stadsstaterna i det egentliga Grekland lämnar visst bistånd, men upproret slås ner av perserna under kung Dareios I. Detta leder i sin tur till, att krig utbryter mellan de grekiska stadsstaterna och det Persiska riket, vilket kommer att vara i ett halvsekel. Den 12 september 490 f.Kr. besegras perserna av grekerna i slaget vid Marathon.
- Staden Rom, som 509 f.Kr. har gjort sig fri från det etruskiska kungadömet, börjar så smått sin långa väg mot inre utveckling och yttre världsherravälde, genom att 494 f.Kr. inrätta de båda ämbetena tribun och edil.
- Under nästa årtionde fortsätter kriget mellan Grekland och Persien och stämningen är så hatisk bland grekerna, att den som förespråkar samförstånd med perserna ses som förrädare. Båda sidor ägnar några år åt förberedelser, varpå persernas nye kung Xerxes I låter invadera Grekland år 480 f.Kr. Den 11 augusti detta år lider grekerna ett svidande nederlag mot perserna i slaget vid Thermopyle och får sedan se Aten plundrat. Den 28 september besegras dock perserna till havs av grekerna i slaget vid Salamis, vilket gör att perserna tvingas skjuta upp sin landoffensiv i ett halvår. Detta leder till, att grekerna kan samla sig och den 27 augusti 479 f.Kr. återigen besegra perserna i ett avgörande slag vid Plataiai.
- Under århundradets tredje decennium börjar fler och fler stadsstater göra sig självständiga från Atens ärkefiende Sparta. Dessa stater bildar 476 f.Kr. det attiska sjöförbundet under Atens ledning. I slutet av decenniet avsätts de ledande atenska och spartanska politikerna Themistokles och Pausanias och snart börjar också atenpolitikern Kimons makt att minska. Det blir alltså en del omändringar inom grekisk politik, samtidigt som det attiska sjöförbundet redan under 460-talet f.Kr. börjar knaka i fogarna, då flera av dess medlemmar försöker bryta sig loss från det.
- Under 460-talet f.Kr. överförs kriget mellan Persien och Grekland till Mindre Asien, varvid perserna drabbas av en rad motgångar. De blir besegrade av grekerna i det avgörande slaget vid Eurymedon och deras kung Xerxes I blir mördad av sin minister Artabanos, som innehar makten i några månader, innan Xerxes son Artaxerxes mördar honom och själv tar över makten. Efter denna kris i det persiska styret tar Egypten sin chans att göra uppror mot Persien, för att försöka gör sig självständigt från landet.
- 464 f.Kr. utbryter ett allvarligt uppror i Sparta, vilket gör att staden tvingas söka hjälp av Aten. Misstänksamheten är dock stor mellan de båda städerna, så spartanerna skickar snart hem atenarna igen, vilket leder till, att Kimons makt helt bryts och han tvingas bereda plats för Perikles, som kommer att dominera Atens politik ända till sin död 429 f.Kr.
- 450-talet f.Kr. präglas av strider mellan de grekiska stadsstaterna. Aten och Megara besegrar i början av årtiondet Korinth och Egina, men snart därefter hamnar Aten i krig med Sparta angående Megara. Atenarna är framgångsrika i Grekland, då de besegrar Sparta i flera slag och kan inlemma så många städer i det attiska sjöförbundet att de kan ombilda det till det Atenska riket. I slutet av årtiondet får man slut på de inre grekiska stridigheterna, genom att vapenvila sluts mellan Aten och Sparta, varpå man med förenade krafter kan ägna sig åt att besegra Persien. Atenarna har gjort ett försök att hjälpa egyptierna i deras uppror mot perserna, men misslyckats där. Då nu stridigheterna i Grekland är över gör man dock ett nytt försök, denna gång på Cypern, dit perserna har skickat en expedition.
- 454 f.Kr. tvingas romarna börja reformera sina lagar, eftersom många är missnöjda med dem. De studerar atensk lag och börjar utifrån den utforma den romerska rätten, vilket resulterar i de tolv tavlornas lag. När denna är antagen utbryter dock ett uppror i staden, eftersom de som har utformat den (decemviratet) vägrar avgå. Genom upproret blir dess medlemmar emellertid avsatta. Därefter sker förändringar i Roms politik, då man inte väljer några konsuler, utan tribuner med konsulsbefogenheter, samt inrättar folkräkningsämbetet censor.
- 449 f.Kr. tar det grekisk-persiska kriget efter ett halvt århundrade äntligen slut och Aten blir den dominerande makten i Egeiska havet. I övrigt präglas 440-talet f.Kr. återigen av uppror inom det attiska sjöförbundet. Flera stadsstater gör uppror mot Aten och Sparta ställer sig återigen på upprorsmakarnas sida. Det hela utvecklar sig dock inte till krig mellan Aten och Sparta, eftersom båda är krigströtta efter 50 års krig mot Persien. Den vapenvila som sluts visar sig dock bara vara tillfällig, eftersom läget under 430-talet f.Kr. blir alltmer spänt mellan Aten och Sparta. Under detta årtionde utbryter en rad uppror, konflikter och inbördesstrider och närhelst Aten ställer sig på den ena sidan i någon konflikt ställer sig Sparta på den andra. Då atenarna också hotar Spartas mattillgångar utbryter öppet krig mellan de båda stadsstaterna 431 f.Kr., vilket kommer att vara i nära 30 år.
- Under 420-talet f.Kr. böljar kriget fram och åter och den makedoniske kungen Perdikkas II gör några misslyckade försök att blanda sig i det på Atens sida. Även om Aten och Sparta aktivt krigar mot varandra drar sig andra parter, såsom exempelvis Sicilien, ur konflikten och i slutet av decenniet kan man sluta en första fred, som dock inte blir särskilt lyckad.
- 429 f.Kr. avlider Atens dominerande politiker, Perikles, i pesten, varvid oppositionsledaren Kleon kan ta över makten, innan han några år senare själv stupar i kriget.
- Nikiasfreden blir som sagt inte lyckad och under 410-talet f.Kr. fortsätter kriget. 418 f.Kr. besegras Aten av Sparta i slaget vid Mantineia, som blir krigets största slag, med upp till 10.000 man på varje sida. Tre år senare sänder Aten en expedition till Sicilien, vilken dock blir ett stort misslyckande, eftersom de lider nederlag på ön och dess ledare blir avrättade, medan många atenska soldater blir slavar.
- 411 f.Kr. blir ett turbulent år i Aten, då demokratin först störtas och ersätts av oligarki genom "De fyrahundras råd", som snart själv blir störtat, så att ordningen nästan kan återställas helt. Styret övertas dock av "De femtusen", som beskär medborgarskapets privilegier. Snart avsätts även detta råd och ordningen återgår till demokrati. Efter denna turbulenta tid återkallar atenarna den landsförvisade Alkibiades, som får befälet över flottan och då kan besegra spartanerna i två sjöslag.
- Under århundradets sista decennium går atenarna in i Jonien, vilket leder till att perserna blandar sig i kriget, på spartanernas sida. Atenarna har länge övertaget, men sedan spartanerna har besegrat dem i ett fältslag och sedan börjat belägra staden börjar de svälta. Därför kapitulerar Aten den 25 april 404 f.Kr. och därmed är det peloponnesiska kriget över, med Sparta som segrare. Sparta inför då oligarkiskt styre i Aten, vilket atenarna dock snart vänder sig emot. De gör därför uppror mot Sparta, som återigen besegrar dem. Dock är den spartanske kungen Pausanias förlåtande och låter Aten återfå sitt demokratiska styre.
- På vetenskapens område sker under århundradet flera viktiga saker. 440 f.Kr. framlägger Demokritos teorin, att allting består av små, odelbara partiklar, vilka han kallar atomer och 431 f.Kr. framför Empedokles teorin om den så kallade humoralpatologin, det vill säga att kroppen består av de fyra vätskorna svart galla, gul galla, slem och blod, vilket kommer att prägla medicinen i flera årtusenden.
- Under århundradets gång bosätter sig kelterna i nuvarande Frankrike.
- Från detta århundrade härrör de äldsta spåren av järnframställning vid Röda Jorden i svenska Bergslagen. Man har funnit sex platser för framställning av järn och C14-datering visar att driften har pågått från detta århundrade till tiden för Kristi födelse.
- Vediska ersätts av sanskrit som det ledande språket i Indien och dessutom publiceras den första grammatiken för sanskrit. Därmed tar den vedantiska tiden i området slut.

## Födda
- 496 f.Kr. - Sofokles, grekisk dramatiker och statsman.
- 495 f.Kr. - Perikles, atensk politiker.
- 484 f.Kr. - Herodotos, grekisk historiker.
- 470 f.Kr. - Sokrates, grekisk filosof.
- 460 f.Kr.
  - Demokritos, grekisk filosof.
  - Hippokrates, grekisk läkare.
- 445 f.Kr. - Aristofanes, grekisk komediförfattare.
- 427 f.Kr. - Platon, grekisk filosof.

## Avlidna
- 497 f.Kr. - Pythagoras, grekisk filosof och matematiker.
- 483 f.Kr. - Siddharta Gautama, grundare av världsreligionen buddhism.
- 479 f.Kr. - Konfucius, kinesisk filosof.
- 465 f.Kr. - Xerxes I, kung av Persien.
- 456 f.Kr. - Aischylos, atensk dramatiker.
- 429 f.Kr. - Perikles, atensk statsman.
- 406 f.Kr. - Sofokles, grekisk dramatiker och politiker.